# Český svaz vědeckotechnických společností
Český svaz vědeckotechnických společností, jinak také ČSVTS, je dobrovolným spolkem členských organizací, jejichž členskou základnu tvoří firmy, profesionálové i amatéři se zájmem o jednotlivé vědeckotechnické obory. Cílem a účelem existence svazu je společné zastupování těchto zájmů, jejich rozvíjení a podpora prostřednictvím konferencí a seminářů, klubové činnosti, výstav a veletrhů. Svaz také spravuje společný majetek a zajišťuje spolupráci s obdobnými organizacemi v zahraničí.

## Historie
Svaz byl založen roku 1990 jako jedna z nástupnických organizací bývalé Československé vědeckotechnické společnosti, druhou nástupnickou organizací je Zväz slovenských vedeckotechnických spoločností.
Československá vědeckotechnická společnost (ČSVTS) se vytvářela od roku 1955 jako řada oborových vědeckotechnických společností při Československé akademii věd (ČSAV). Usnesením vlády ČSSR však byly členské organizace roku 1959 vyčleněny do samostatné celostátní organizace při ROH. Společnost sdružovala v 80. letech 20. století více než 500 000 členů.

## Aktivity
Kromě pořádání oborových vzdělávacích akcí (konferencí, seminářů, atp.) Svaz provozuje také, jako zázemí pro svou činnost, prostory v Praze na Novotného lávce (dříve Klub techniků) a domy techniky v Plzni, Ostravě, Pardubicích a Českých Budějovicích.
V souladu se zájmem EU o zvýšení mobility inženýrů v Evropě vydává svaz svým kvalifikovaným členům Profesní kartu inženýra.